# Camilo Diaz Gregorio

Camilo Diaz Gregorio

Camilo Diaz Gregorio (* 25. September 1939 in Cuyapo; † 21. Mai 2018 in San Juan City) war ein philippinischer römisch-katholischer Geistlicher und Prälat von Batanes.

## Leben
Der Weihbischof in Rom, Luigi Kardinal Traglia, weihte ihn am 1. Dezember 1963 zum Priester.
Papst Johannes Paul II. ernannte ihn am 12. Januar 1987 zum Weihbischof in Cebu und Titularbischof von Girus. Die Bischofsweihe spendete ihm der Sekretär der Kongregation für die Evangelisierung der Völker, Erzbischof José Tomás Sánchez, am 29. März desselben Jahres; Mitkonsekratoren waren Cesare Zacchi, emeritierter Präsident der Päpstlichen Diplomatenakademie, und Antônio do Carmo Cheuiche OCD, Weihbischof in Porto Alegre.
Am 20. Mai 1989 wurde er zum Bischof von Bacolod ernannt und am 27. Juli desselben Jahres in das Amt eingeführt. Von seinem Amt trat er am 28. August 2000 zurück. Am 13. September 2003 wurde er durch Johannes Paul II. zum Prälaten von Batanes ernannt.
Papst Franziskus nahm am 20. Mai 2017 seinen altersbedingten Rücktritt an.